# Kingsland (Géorgie)
Pour les articles homonymes, voir Kingsland.
Kingsland est une ville du comté de Camden en Géorgie, aux États-Unis.

## Démographie
| 1910 | 1920 | 1930 | 1940 | 1950  | 1960  |
| ---- | ---- | ---- | ---- | ----- | ----- |
| 190  | 296  | 444  | 619  | 1 169 | 1 536 |

| 1970  | 1980  | 1990  | 2000   | 2010   | - |
| ----- | ----- | ----- | ------ | ------ | - |
| 1 831 | 2 008 | 4 699 | 10 506 | 15 946 | - |